# Betty Burua
Betty Burua (* 24. November 1986 in Port Moresby) ist eine ehemalige Leichtathletin aus Papua-Neuguinea, die sich auf den Sprint spezialisiert hatte. Ihre größten Erfolge feierte sie mit dem Gewinn zahlreicher Goldmedaillen bei den Ozeanienmeisterschaften sowie zwei Siegen bei den Pazifikspielen.

## Sportliche Laufbahn
Erste Erfahrungen bei internationalen Meisterschaften sammelte Betty Burua vermutlich im Jahr 2006, als sie bei den Commonwealth Games in Melbourne mit 57,85 s in der ersten Runde im 400-Meter-Lauf ausschied und mit der papua-neuguineischen 4-mal-400-Meter-Staffel in 3:47,88 min den fünften Platz belegte. Anschließend siegte sie bei den Ozeanienmeisterschaften in Apia in 2:18,35 min im 800-Meter-Lauf sowie in 48,30 s in der 4-mal-100-Meter-Staffel. 2008 gewann sie bei den Ozeanienmeisterschaften in Saipan in 25,05 s die Bronzemedaille im 200-Meter-Lauf hinter ihren Landsfrauen Mae Koime und Toea Wisil und siegte zudem in 47,27 s in der 4-mal-100-Meter-Staffel. 2010 wurde sie dann bei den Ozeanienmeisterschaften in Cairns im Vorlauf über 200 Meter disqualifiziert und gewann in 54,33 s die Silbermedaille über 400 Meter hinter der Australierin Pirrenee Steinert. Zudem siegte sie in 46,86 s im Staffelbewerb. Anschließend schied sie bei den Commonwealth Games in Neu-Delhi mit 54,48 s im Halbfinale über 400 Meter aus und verpasste mit der 4-mal-400-Meter-Staffel mit 3:40,40 min den Finaleinzug. Im Jahr darauf schied sie bei den Weltmeisterschaften in Daegu mit 56,98 s in der ersten Runde aus. Anschließend belegte sie bei den Pazifikspielen in Nouméa in 56,10 s den vierten Platz über 400 Meter und siegte in 1:07,32 min im 400-Meter-Hürdenlauf sowie 11,83 m im Dreisprung.
2013 siegte sie bei den Mini-Pazifikspielen in Mata Utu in 56,96 s über 400 Meter sowie in 1:01,37 min auch über 400 m Hürden sowie mit 11,95 m im Dreisprung. Zudem gewann sie auch in beiden Staffelbewerben die Goldmedaille. Im Jahr darauf schied sie bei den Commonwealth Games in Glasgow mit 55,48 s im Vorlauf über 400 Meter aus und verpasste mit der 4-mal-400-Meter-Staffel mit 3:46,26 min den Finaleinzug. 2015 siegte sie bei den Ozeanienmeisterschaften in Cairns in 54,32 s über 400 Meter sowie in 59,10 s auch über 400 m Hürden. Zudem gewann sie in beiden Staffelbewerben die Goldmedaille. Anschließend belegte sie bei den Pazifikspielen in Port Moresby in 25,91 s den vierten Platz über 200 Meter und gewann in 55,21 s die Bronzemedaille über 400 Meter hinter ihren Landsfrauen Toea Wisil und Donna Koniel. 2016 bestritt sie ihre letzten offiziellen Wettkämpfe und beendete daraufhin ihre aktive sportliche Karriere im Alter von 30 Jahren.

## Persönliche Bestzeiten
- 200 Meter: 24,35 s (−0,7 m/s), 8. März 2015 in Brisbane
- 400 Meter: 53,63 s, 7. Juli 2012 in Loughborough
  - 400 Meter (Halle): 55,48 s, 27. Februar 2011 in Baton Rouge (Landesrekord)
- 800 Meter: 2:15,09 min, 24. September 2010 in Cairns
- 400 m Hürden: 58,02 s, 29. März 2015 in Brisbane (Landesrekord)
- Dreisprung: 11,95 m (+1,1 m/s), 6. September 2013 in Mata Utu